# Hœdic

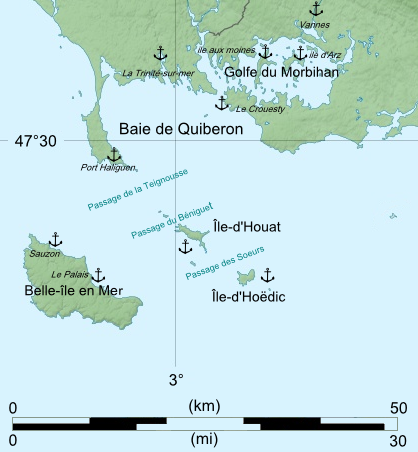
Lage der Insel

Hœdic (bretonisch: Edig) ist eine französische Gemeinde mit 103 Einwohnern (Stand 1. Januar 2022) im Département Morbihan in der Region Bretagne; sie gehört zum Arrondissement Lorient und zum Kanton Quiberon.

## Geographie
Die Gemeinde liegt auf der Île d’Hœdic, einer kleinen Granit-Insel im Golf von Biskaya, in der südlichen Bretagne. Weitere Gemeinden gibt es auf der Insel nicht. Zum Gemeindegebiet zählt auch die kleine, im Südosten vorgelagerte Inselgruppe Les Grands Cardinaux mit dem Leuchtturm Phare des Grands Cardinaux. Die beiden bedeutendsten Häfen auf der Insel sind der Port Argol im Norden und der Port de la Croix im Süden.

## Geschichte
Die Gemeinde wurde 1891 gegründet, vorher war sie in Le Palais auf der Nachbarinsel Belle-Île eingemeindet. 1931 hatte sie 417 Einwohner, die sich hauptsächlich von der Krabbenfischerei ernährten. Der französische Archäologe Saint-Just Péquart beschrieb die Einwohner als faul und antriebslos, auf der Insel sei kein einziger Handwerker zu finden. Die Frauen beschäftigten sich noch nicht einmal mit Nadelarbeiten und auch ihre Küche sei sehr rudimentär. Die Insel zeige alte Ackerspuren, es würden aber nur Kartoffeln und kein Getreide angebaut, die Mühle und der Gemeindebackofen seien inzwischen zerfallen. Im Winter sei die Insel oft wochenlang von der Außenwelt abgeschnitten.

## Bevölkerungsentwicklung
| Jahr      | 1968 | 1975 | 1982 | 1990 | 1999 | 2007 | 2014 | 2019 |
| Einwohner | 191  | 147  | 126  | 140  | 117  | 111  | 113  | 94   |

## Verkehr
Hœdic ist durch Fährschiffe mit der benachbarten Insel Île d’Houat und dem Festland bei Quiberon verbunden. In der Sommersaison gibt es einige zusätzliche Verbindungen.

## Sehenswürdigkeiten
- Dolmen de la Croix und Menhir de la Vierge, Dolmen de Port Louit, Relikte aus dem Neolithikum – Monument historique[1]
- Fort Louis-Philippe, Befestigungsanlage aus dem 19. Jahrhundert – Monument historique[2]
- Phare des Grands Cardinaux, Leuchtturm aus dem 19. Jahrhundert[3]

## Ausgrabungen
1931 und 1934 wurde von Saint-Just Péquart (1881–1944) ein Gräberfeld aus dem späten Mesolithikum ausgegraben, das sich in einem Muschelhaufen befand. Es liegt an einem kleinen Sporn an der Nordwestspitze der Insel. Der Muschelhaufen enthielt auch aus Steinplatten erbaute Herdstellen. Es wurden 14 Gräber mit allerlei Grabbeigaben gefunden.

Hœdic
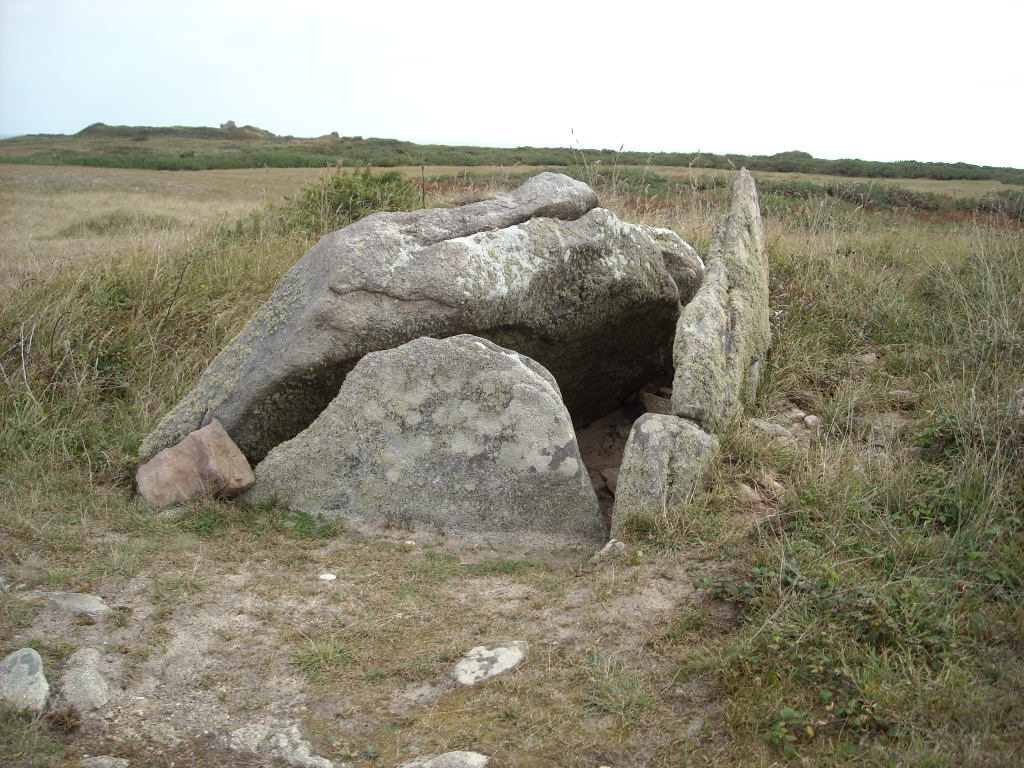
Dolmen de la Croix auf Hoëdic
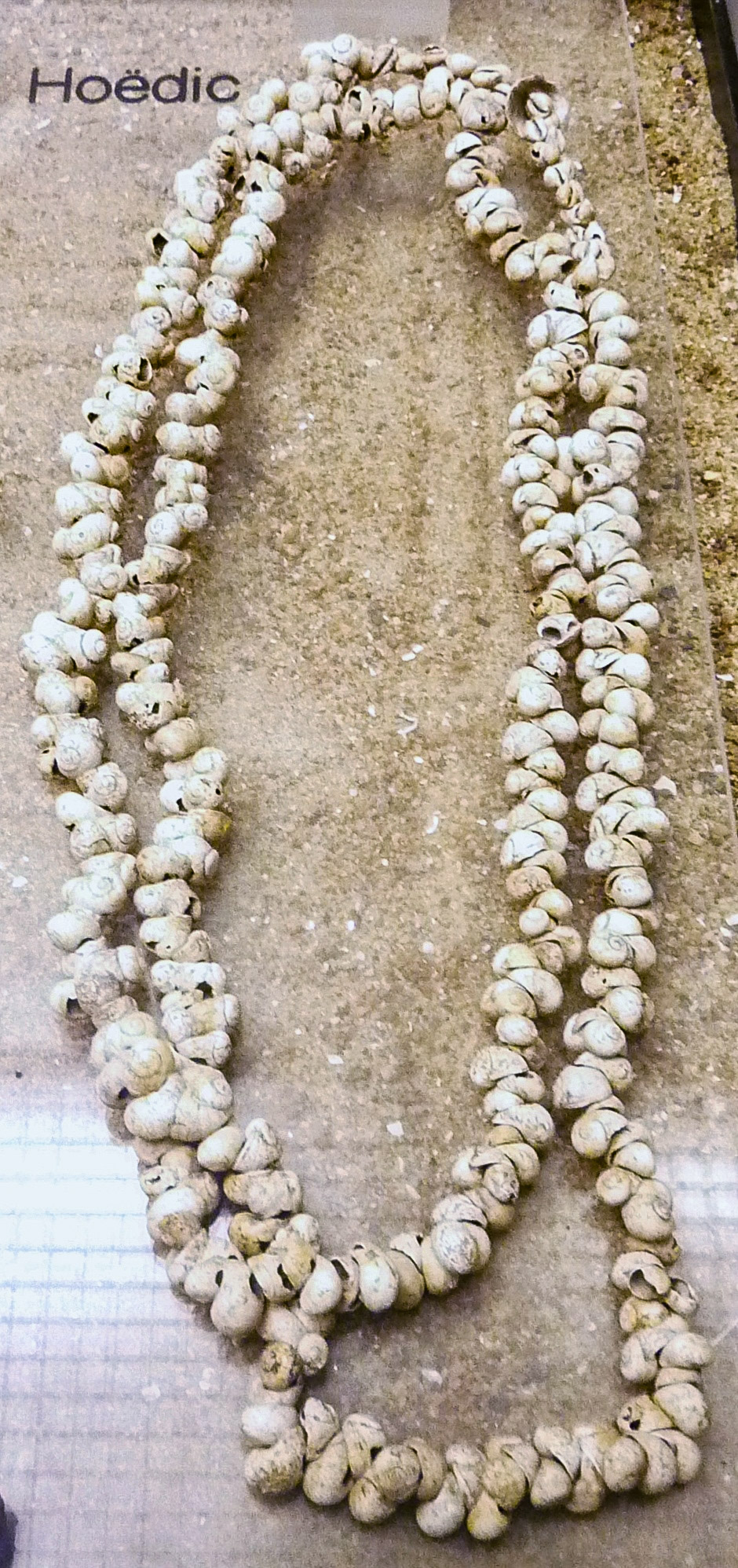
Muschelkette von Hœdic im Museum von Carnac
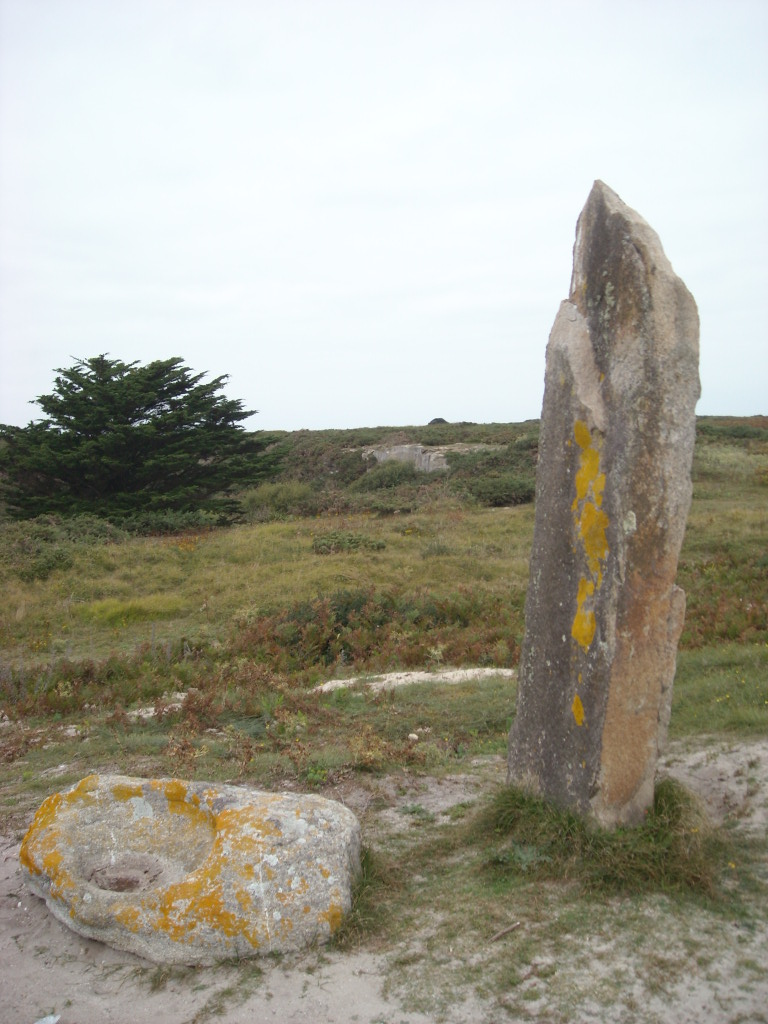
Menhir de la Vierge auf Hoëdic
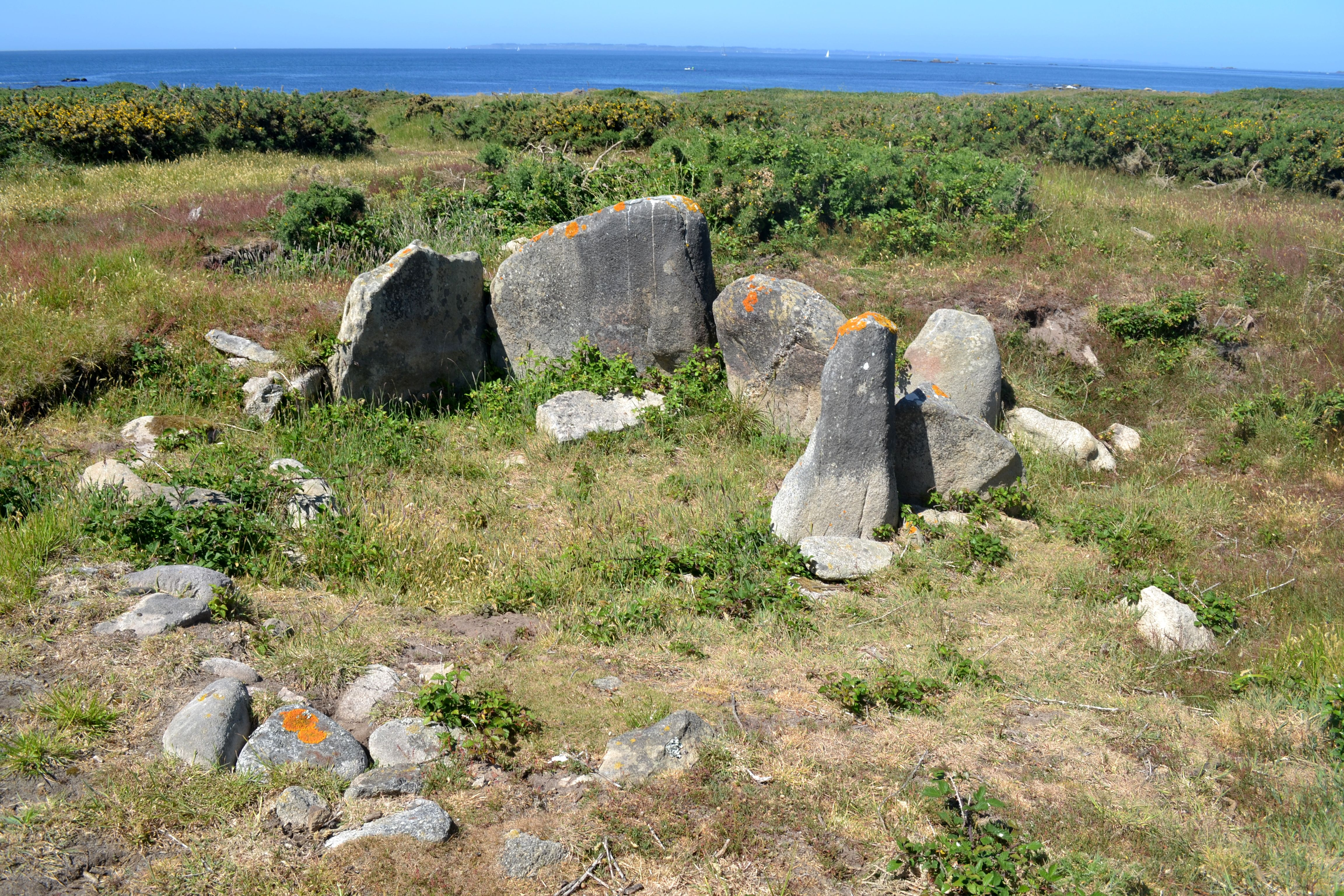
Dolmen von Port Louit
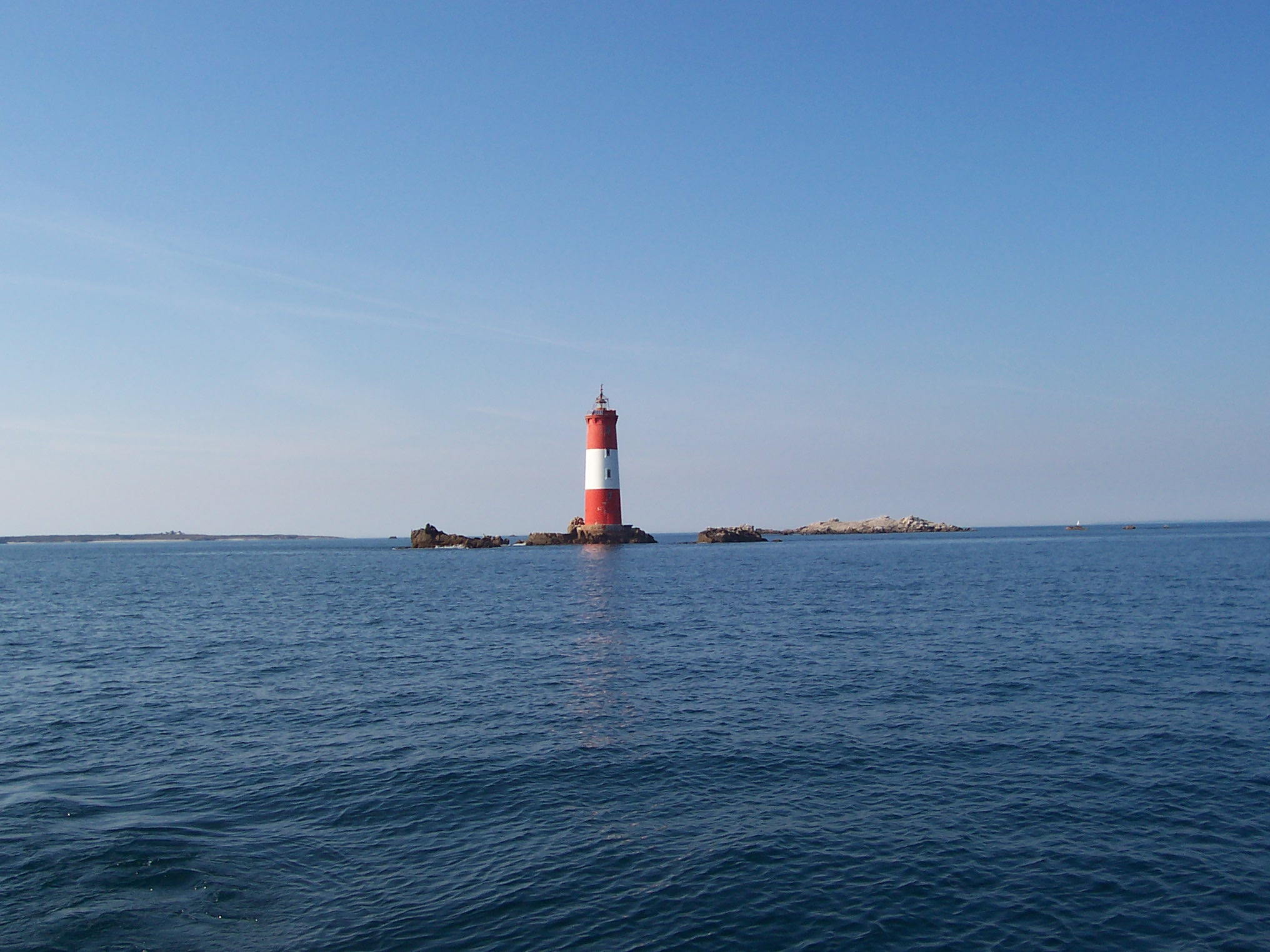
Leuchtturm Phare des Grands Cardinaux